# Weissia crispa x microstoma
Weissia crispa x microstoma là một loài rêu trong họ Pottiaceae. Loài này được W.E. Nicholson mô tả khoa học đầu tiên năm 1906.
Danh pháp khoa học của loài này chưa được làm sáng tỏ. 